# László Hazai
László Hazai (ur. 14 czerwca 1953 w Budapeszcie) – węgierski szachista i trener szachowy (FIDE Senior Trainer od 2011), mistrz międzynarodowy od 1977 roku.

## Kariera szachowa
Od połowy lat 70. do połowy 80. należał do szerokiej czołówki węgierskich szachistów. Dwukrotnie (1977, 1980) reprezentował swój kraj w drużynowych mistrzostwach Europy, w obu przypadkach zdobywając wraz z drużyną srebrne medale. Wielokrotnie startował w finałach indywidualnych mistrzostw Węgier, trzykrotnie zajmując medalowe miejsca: w 1986 drugie, natomiast w 1979 i 1980 - trzecie.
Do jego sukcesów w turniejach międzynarodowych należą m.in. dz. I m. w Ősagárdzie (1976, wraz z Valentinem Stoicą), II m. w Sofii (1979, za Janem Plachetką), II m. w Kecskemet (1983, za Giennadijem Zajczikiem), I m. w Mariborze (1985, memoriał Vasji Pirca), dz. III m. we Vrnjackiej Banji (1985, za Milanem Matulivociem i Peterem Lukacsem), I m. w Espoo (1988) oraz dz. I m. w Helsinkach (1989, wraz z Antti Pyhalą).
Najwyższy ranking w karierze osiągnął 1 stycznia 1985 r., z wynikiem 2480 punktów dzielił wówczas 8-10. miejsce wśród węgierskich szachistów.